# Chrysler-Simca 180
Chrysler-Simca 160/180/2 Litre är en personbil, tillverkad av Chrysler Europe mellan 1970 och 1982.

## Chrysler-Simca 160/180/2 Litre
I slutet av sextiotalet arbetade Chrysler UK och Chrysler France på var sitt håll med en stor sedan-modell. Britterna arbetade med en efterträdare till de stora Humber-bilarna och deras nya bil var avsedd att få V6-motor och lyxig inredning med mycket trä och läder. Fransmännen å andra sidan ville ersätta den mindre Simca 1501 och på grund av den franska skattelagstiftningen skulle deras nya bil få hålla till godo med en mindre, fyrcylindrig motor. Chrysler Europes ledning bestämde att de två projekten skulle slås samman för att öka integrationen mellan bolagen och att koncernens nya flaggskepp skulle marknadsföras under Chrysler-namnet. Man beslutade att gå vidare med det brittiska förslaget, medan tillverkningen skulle förläggas till Frankrike.
Den bil som presenterades på Bilsalongen i Paris 1970 skiljde sig dock mycket från britternas prototyper. Den erbjöds bara med fyrcylindrig motor på 1,6 resp. 1,8 liter och inredningen var mycket enklare än britterna planerat. Tekniken var fullt modern, med McPherson fjäderben fram och skivbromsar runt om, men inget utöver det vanliga.
Våren 1971 introducerades bilen i Storbritannien. Ganska snart gick det upp för ledningen att företagets flaggskepp sålde uruselt, både på de två hemmamarknaderna och på exportmarknaden. Hösten 1972 tillkom en tvålitersmotor, men inte heller det ökade försäljningen. 1975 flyttades tillverkningen till Barreiros i Spanien.

## Chrysler Centura
Mellan 1975 och 1980 tillverkades bilen av Chrysler i Australien som Chrysler Centura. Basmodellen hade Simcas tvålitersmotor, men den fanns även med lokalt producerade sexcylindriga motorer på 3,5 resp. 4,0 liter.

## Barreiros
Från 1975 tillverkades 180-serien i Spanien. Härifrån exporterades ett litet antal bilar, men huvuddelen stannade kvar på den spanska marknaden. Barreiros installerade en egentillverkad dieselmotor och den modellen blev populär som taxibil i hemlandet.
Hösten 1979 bytte bilen namn till Talbot 1610/2 Litre, men tillverkningen av bensinversionerna upphörde redan året därpå. Dieselversionen tillverkades för den spanska taximarknaden fram till 1982.

## Motor
| Modell  | Motor               | Cylindervolym | Effekt   | Bränslesystem   |
| ------- | ------------------- | ------------- | -------- | --------------- |
| 160     | 4-cyl radmotor SOHC | 1639 cm³      | 80-90 hk | Enkel förgasare |
| 180     | 4-cyl radmotor SOHC | 1812 cm³      | 100 hk   | Enkel förgasare |
| 2 litre | 4-cyl radmotor SOHC | 1981 cm³      | 110 hk   | Enkel förgasare |
| D       | 4-cyl radmotor ohv  | 2007 cm³      | 65 hk    | Dieselmotor     |